# Xã Aroma, Quận Kankakee, Illinois
Xã Aroma (tiếng Anh: Aroma Township) là một xã thuộc quận Kankakee, tiểu bang Illinois, Hoa Kỳ. Năm 2010, dân số của xã này là 5.157 người.